# Evelyn Scott
Evelyn Ruth Scott AO (* 1935 in Ingham (Queensland), Australien; † 21. September 2017 in North Queensland, Australien) war eine australische Aktivistin für die Rechte indigener Völker und Aktivistin für soziale Gerechtigkeit, die eine entscheidende Rolle im Versöhnungsprozess in Australien spielte.

## Leben und Werk
Scott war die Tochter von Melba Devow, einer Warrgamay-Frau aus dem Herbert River-Distrikt, und Ishmael (Smiler) Backo, einem Nachkommen aus dem südpazifischen Staat Vanuatu, der während der Blackbirding-Ära nach Australien gebracht wurde, um als Sklave auf den Zuckerrohrfeldern zu arbeiten.
Scott heiratete Allan Scott, der sie als erster mit politischem Aktivismus bekannt machte. Ihr Aktivismus begann in den 1960er Jahren, als ihr aufgrund ihrer Rassenzugehörigkeit ein Hochzeitskleid verweigert wurde. In den 1960er Jahren zog sie nach Townsville, wo sie erlebte, wie indigene Menschen diskriminiert wurden. Sie waren Diskriminierungen im Wohnungswesen, im Gesundheitswesen, im Bildungssystem und im Beschäftigungssektor ausgesetzt. Als sie Zeugin dieser Taten wurde, lernte sie ihren zukünftigen Mentor Joe McGuiness und ihren politischen Aktivistenkollegen Eddie Mabo aus Townsville kennen. Sie arbeitete bei der 1957 gegründeten Townsville Aboriginal und Torres Strait Islander Advancement League, die sich mit Fragen der Beschäftigung, des Wohnens, der Gesundheit und der Bildung befasste.
Eines der Probleme, mit denen sie und die Liga konfrontiert waren, war der Kampf gegen den Aborigines Protection Act, ein Gesetz, das die Aborigines zu Minderjährigen erklärte, die von der Regierung geschützt werden mussten, und den Menschen auch ihre politischen Rechte entzog. 1967 beteiligte sie sich an der Kampagne für das australische Referendum, bei dem die Änderungen der Abschnitte 51 und 127 der australischen Verfassung genehmigt wurden. Die Änderungen besagten, dass die Aborigines nun als Teil der australischen Bevölkerung betrachtet würden und das Bundesparlament Gesetze speziell für die Aborigines erlassen könne.
1971 wurde sie aktives Mitglied des Federal Council for the Advancement of Aborigines and Torres Strait Islanders (FCAATSI), einer Organisation, in der sie 1973 als erste Generalsekretärin und Vizepräsidentin fungierte. Sie war auch Mitglied des National Aboriginal and Islander Council, der ersten nationalen Frauenorganisation, die in den 1970er Jahren gegründet wurde. Von 1997 bis 2000 war sie Vorsitzende des National Council for Aboriginal Reconciliation.
Im Jahr 2000 führte sie mehr als 250.000 Menschen beim Corroboree 2000 und Walk for Reconciliation über die Sydney Harbour Bridge und forderte eine offizielle Entschuldigung für die jahrelange Vernachlässigung der indigenen Bevölkerung. Acht Jahre später entschuldigte sich der Premierminister.
Als Aktivistin für das Great Barrier Reef war sie in den 1980er Jahren Vorstandsmitglied der Marine Park Authority.
Sie hatte Audienzen bei Nelson Mandela, dem damaligen südafrikanischen Präsidenten, Königin Elizabeth II. und mehreren australischen Premierministern.
Scott starb am 21. September 2017 im Alter von 81 Jahren. Ihre Beerdigung in Townsville wurde als Staatsbegräbnis abgehalten. Sie war die erste indigene Frau, die ein Staatsbegräbnis erhielt.

## Ehrungen (Auswahl)
- 1977: Queen’s Jubilee Medal
- 2000: Ehrendoktorwürde der Australian Catholic University
- 2001: Ehrendoktorwürde der James Cook University
- 2001: Officer in der General Division des Order of Australia
- 2001: Centenary Medal
- 2001: Aufnahme in die Victorian Honor Roll of Women
- 2003: Queensland Greats Award
- 2021: Evelyn Scott School in Denman Prospect, Australian Capital Territory[8]
- 2003: bei den Australia Day Honours 2003 Ernennung zum Officer des Order of Australia
- Am 28. Mai 2023 wurde sie mit einem Google Doodle geehrt. Das Doodle wurde von Samantha Campbell illustriert, die vom Dagoman-Volk aus Katherine abstammt.
- Ein Denkmal in Parkes, Australian Capital Territory erinnert an Scott und würdigt ihren Beitrag zur Versöhnung in Australien. Das Denkmal würdigt auch die Arbeit von Faith Bandler und Jessie Street.